# トレディチ・コムーニ

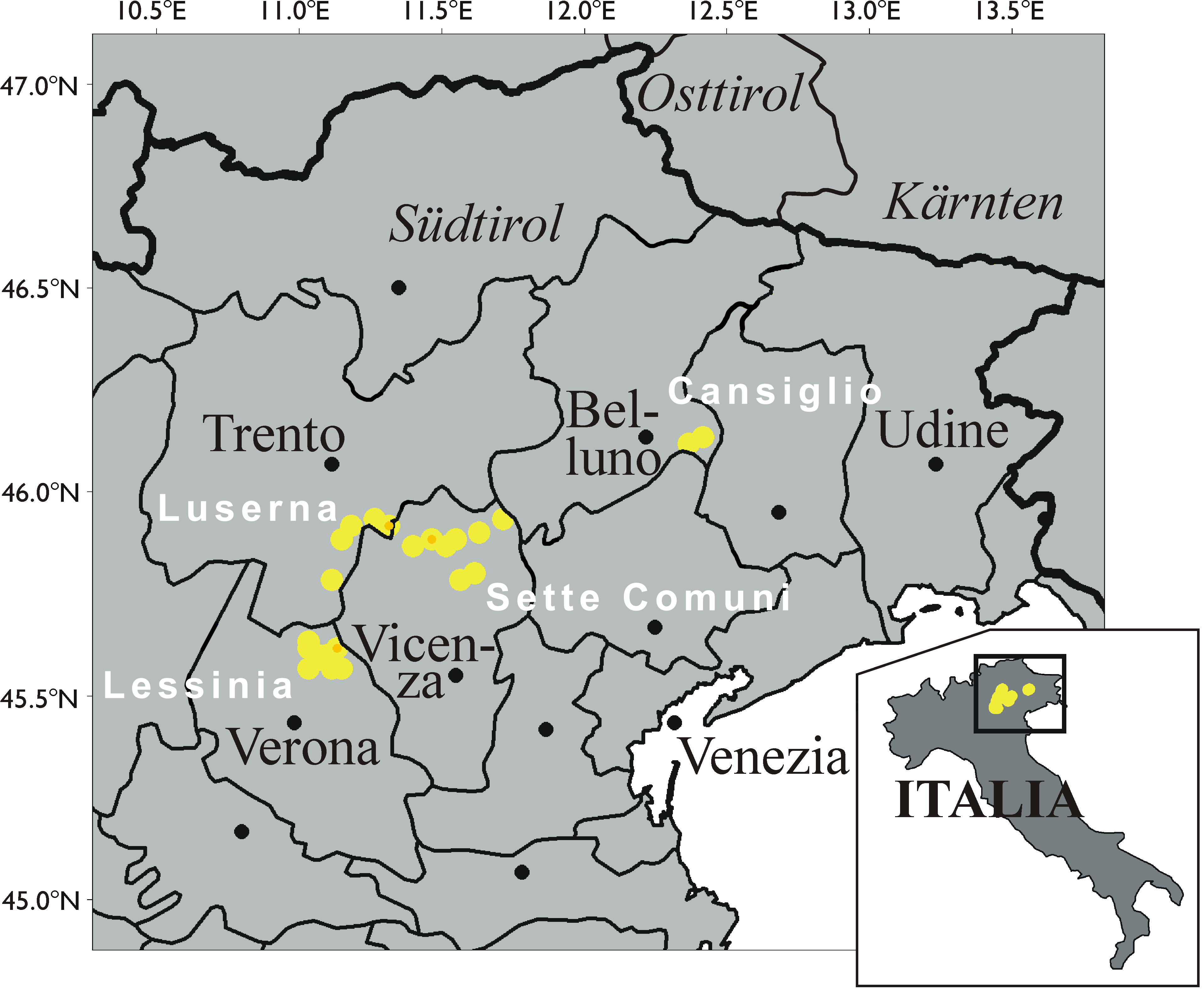
キンブリ語の歴史的分布（黄）と現在の分布（橙）。ヴェローナ県（Verona）北部に示されるのがトレディチ・コムーニである

トレディチ・コムーニ（イタリア語: Tredici Comuni; チンブロ語: Dreizehn Komoin）は、イタリア共和国ヴェネト州ヴェローナ県北部にある地域。レッシニア（イタリア語: Lessinia）とも呼ばれる。
中世には13の都市が同盟を結び、ミラノ公国やヴェネツィア共和国に従いつつ高度の自治を保っていた。ドイツ語系の少数言語チンブロ語が住民の母語として話されていた地域のひとつである。

## 名称
「トレディチ・コムーニ」（Tredici Comuni）は、イタリア語で「13のコムーネ（共同体）」を意味する。「13のコムーネ」を意味する名として、他の言語では以下のように呼ばれる。
- チンブロ語: Dreizehn Komoin
- ドイツ語: Dreizehn Gemeinden

## 地理
ヴェローナ県北東部の高原地帯に位置する。

ヴェローナ県におけるトレディチ・コムーニ

「トレディチ・コムーニ」は以下の「13のコムーネ」を指すものであるが、現代では8つのコムーネ（基礎自治体）に分けられる。最大の人口を擁するコムーネはボスコ・キエザヌオーヴァ。
| コムーネ（イタリア語）       | イタリア語                           | チンブロ語                   | ドイツ語          | 備考                                                  |
| ---------------------------- | ------------------------------------ | ---------------------------- | ----------------- | ----------------------------------------------------- |
| バディーア・カラヴェーナ     | Badia Calavena                       | Kalfàain, Màbado / Kam'Abato | Kalwein / Kalfein |                                                       |
| ボスコ・キエザヌオーヴァ     | Bosco Chiesanuova                    | Nuagankirchen                | Neuenkirchen      |                                                       |
| チェッロ・ヴェロネーゼ       | Cerro Veronese                       | Tschirre' / Sèr              | Silva Hermanorum  |                                                       |
| エルベッツォ                 | Erbezzo                              |                              | gen Wiesen        |                                                       |
| ロヴェレー・ヴェロネーゼ     | Roveré Veronese                      | Roveràit                     | Rovereid          |                                                       |
| サン・マウロ・ディ・サリーネ | San Mauro di Saline                  |                              | Sankt Moritz      |                                                       |
| セルヴァ・ディ・プローニョ   | Selva di Progno                      | Brunghe                      | Prugne            | ジャッツァ（伊:Giazza、チ:Ljetzan）はこの一部である。 |
| ヴェーロ・ヴェロネーゼ       | Velo Veronese                        | Vellje                       | Feld              |                                                       |
|                              | Azzarino                             | Asarin                       | Asarin            | ヴェーロ・ヴェロネーゼに編入                          |
|                              | Camposilvano                         |                              | Kampsilvan        | ヴェーロ・ヴェロネーゼに編入                          |
|                              | San Bortolo / San Bartolomeo tedesco | Bòrtolom                     |                   | セルヴァ・ディ・プローニョに編入                      |
|                              | Tavernole                            |                              |                   | サン・マウロ・ディ・サリーネに編入                    |
|                              | Val di Porro                         |                              | Porrental         | ボスコ・キエザヌオーヴァに編入                        |

## 歴史
トレディチ・コムーニの13の都市は、1280年ごろにゆるやかな連合を結んだ。歴史的には、ミラノ公国のヴィスコンティ家、次いでヴェネツィア共和国の宗主権のもとにあり、忠誠をささげるのと引き換えに、広範な文化的・政治的自由を認められていた。この自治は、ナポレオン戦争によって1797年にヴェネツィア共和国が滅亡するまで続いた。
1854年には、トレディチ・コムーニには1万2400人のチンブロ語話者がいたという。しかし20世紀、ファシスト党によるイタリア化政策 (Italianization) （エットーレ・トロメイが名高い）の強い圧力を受け、ベニート・ムッソリーニ政権のもとでチンブロ語と文化はほぼ絶滅状態に追い込まれた。トレディチ・コムーニにおいては、わずかに Ljetzan（独:Gletzen / Gliesen、伊:Giazza ジャッツァ）において、チンブロ語が生き延びた。
エスノローグが引用する1992年の論文によれば、ジャッツァには人口の65%にあたる230人のチンブロ語話者があったという。

## 文化
チンブロ語（キンブリ語）は、ゲルマン語派の上部ドイツ語に属するバイエルン語の変種に分類される言語である。北イタリアではヴェネト語の中で言語島を形作っており、ほかにルゼルナ（トレント自治県）やセッテ・コムーニ（ヴィチェンツァ県）にも分布している。チンブロ語は大きく3つの方言に分類され、トレディチ・コムーニではトレディチ・コムーニ方言が話されている。
ユネスコはチンブロ語を危機に瀕する言語としており、2000年時点において、ジャッツァではチンブロ語が消滅中である (disappearing) としている。
Ljetzan （ジャッツァ）には文化研究所 "Tautsche Püachar Haus" と民族博物館が置かれていて、チンブロ文化を保存し、チンブロ語のほかの言語島との協力を行っている。かつてこの地域で広く使われたチンブロ語の痕跡は、いくつかの地名に名残をとどめている。